# Talar pożarowy

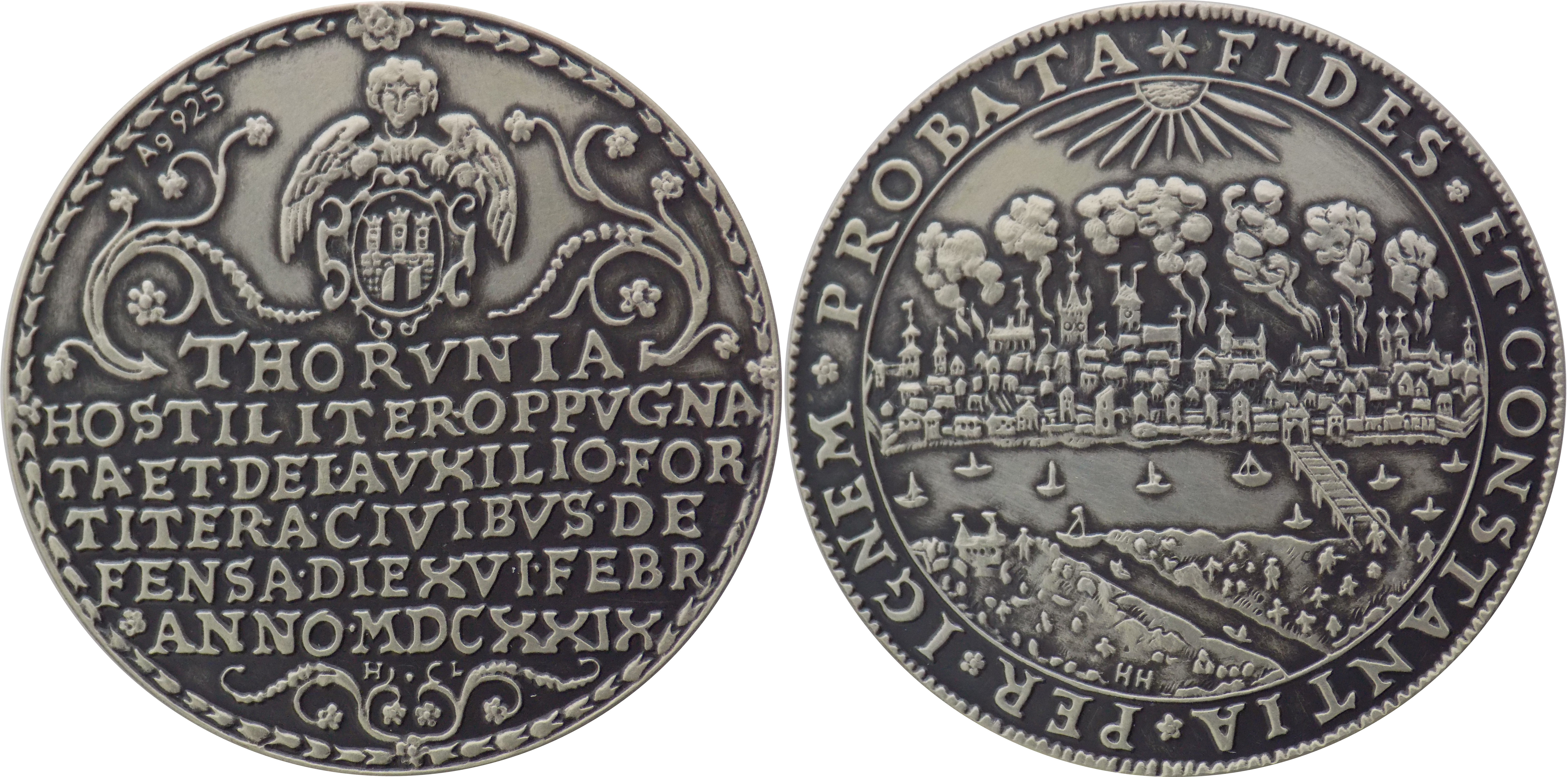
XXI w. „replika” talara „Płonące miasto” w dalszej panoramie (ze słońcem nad miastem) – według katalogów z początku XXI w. ten rysunek awersu nigdy nie występował z takim rewersem, jest to zatem „replika hybrydowa”

Talar pożarowy (Brandtalar, Talar „Płonące miasto”) – okolicznościowy talar miejski bity przez Toruń dla uczczenia zwycięskiego przełamania szwedzkiego oblężenia 16 lutego 1629 r., będący jednocześnie pierwszym talarem wybitym przez to miasto.
W walce 1100 obywateli Torunia oraz 350 żołnierzy z sześciotysięczną armią szwedzką osiągnięto spektakularne zwycięstwo, co odbiło się szerokim echem w Rzeczypospolitej. W nagrodę Zygmunt III Waza zwolnił miasto ze wszelkich podatków i akcyz.
Poczynając od 1630 r., na podstawie niewykorzystywanego od ponad 100 lat posiadanego prawa menniczego, Rada Miejska postanowiła wybijać w rocznicę tego wydarzenia pamiątkowe talary i wielodukaty. Przyjmuje się, że okolicznościowe emisje przeprowadzano w latach 1630–1632, choć samą rocznicę obchodzono w Toruniu do 1657 r. Srebrne talary przeznaczano dla przedstawicieli Rady Miejskiej (trzech Ordynków – w 1630 r. to: 4 burmistrzów, 12 rajców, 24 ławników i 60 członków tzw. III Ordynku). Odbitki w złocie rozdawano jako prezenty dla ważnych gości toruńskiego patrycjatu, w tym dla króla i jego rodziny. Otrzymali je między innymi:
- Zygmunt III Waza,
- cesarz Ferdynand II,
- marszałek Jerzy Lubomirski,
- burmistrz miasta Jan Peuss oraz
- dowódca obrony w 1629 r. Gerard Denhoff.

Corocznie wybijano co najmniej 100 egzemplarzy srebrnych monet, chociaż wnioskując po liczbie znanych odmian stempli było to znacznie więcej, oraz trudną do sprecyzowania, zapewne niewielką, ilość złotych wielodukatów.
Złota odbitka talara pożarowego została po raz pierwszy opisana w hamburskiej księdze wydanej w 1705 r.

## Awers
Ze względu na rysunek awersu monety dzielą się na trzy typy:
- „Brama” – w centralnej części fragment murów miejskich z trzema basztami i bramą (herb miasta), otoczony płomieniami oraz legendą.
- „Płonące miasto” – w otoczeniu legendy rzeka Wisła na pierwszym planie, za nią płonący Toruń w:
  - dalszej panoramie ze słońcem świecącym nad miastem[7], albo
  - bliższej panoramie z dwoma aniołkami trzymającymi wieniec nad miastem, albo bez[6].

W otoku wszystkich typów umieszczono legendę:

FIDES ET CONSTANTIA PER IGNEM PROBATA

(pol. Wierność i wytrwałość ogniem wypróbowana). W przypadku niektórych monet na awersie znajdują się małe inicjały HH (Hans Hema) rytownika mennicy, a w jednym przypadku dodatkowo małe cyferki roku 1630.

## Rewers
Rewers ma charakter napisowy, z łacińską legendą w centralnej części. Podstawowe elementy wyróżniające odmiany to:
- legenda – różna dla monet z awersem typu „Brama” i „Płonące miasto”,
- nad legendą – obłok podtrzymywany przez aniołki, albo herb Torunia, albo brak dodatkowego elementu,
- legenda – w sześciu albo siedmiu wierszach,
- podział legendy na wiersze,
- wersja herbu miasta umieszczonego nad legendą,
- kształt, wielkość i rozmieszczenie dodatkowych elementów zdobiących,
- umieszczenie, rozmieszczenie (blisko bądź w oddaleniu od siebie), albo całkowity braki inicjałów HL (Hans Lippe) kierownika mennicy.

Dla awersu typu „Brama” występuje tylko jeden typ rewersu:
- u góry zapisany literami hebrajskimi tetragram (imię Boga), otoczony płomieniami,
- po bokach ornamenty kwiatowe,
- poniżej centralnie w sześciu wierszach łaciński napis[8][9]:

CIVIT THORVN HOSTILITER OPPVAGNATA ET A CIVIB FORTITER DEFENSA XVI FEBR AN MDCXXIX

- po nim, między ornamentem małe literki H L,
- dookoła w otoku wieniec.

Dla awersu typu „Płonące miasto” na rewersie umieszczono:
- u samej góry herb Torunia (w różnych wersjach),
- poniżej łacińską legendę[9]:

TORVNIA HOSTILITER OPPVGNATA ET DEI AVXILIO FORTITER A CIVIBVS DEFENSA DIE XVI FEBR ANNO MDCXXIX

 (pol. Toruń nieprzyjacielskim orężem dobywany, a za pomocą Boga mężnie przez obywateli obroniony, dnia 16 lutego, roku 1629) podzieloną na sześć lub siedem wierszy (niekiedy poszczególne słowa w skróconej formie).

## Odmiany
Znane na początku XXI w. odmiany talara oraz ich bicia wielodukatowe przedstawiono w tabeli:
| Lp | Typ                                                                                   | Średnica (mm) | Szczegóły                       | Odbitki             | Stopień rzadkości | Liczba egzemplarzy |
| -- | ------------------------------------------------------------------------------------- | ------------- | ------------------------------- | ------------------- | ----------------- | ------------------ |
| 1  | „Brama”                                                                               | 42            |                                 | Ag                  | R7                | 4–6                |
| 2a | „Płonące miasto” w dalszej panoramie (ze słońcem nad miastem)                         | 45            | awers: HH                       | Ag                  | R5                | 26–120             |
| 2b | „Płonące miasto” w dalszej panoramie (ze słońcem nad miastem)                         | 45            | awers: HH                       | Au (4 dukaty)       | R7                | 4–6                |
| 2c | „Płonące miasto” w dalszej panoramie (ze słońcem nad miastem)                         | 45            | awers: HH                       | Au (4,5 dukata)     | R8                | 2–3                |
| 2d | „Płonące miasto” w dalszej panoramie (ze słońcem nad miastem)                         | 45            | awers: HH                       | Au (5 dukatów)      | R8                | 2–3                |
| 2e | „Płonące miasto” w dalszej panoramie (ze słońcem nad miastem)                         | 45            | awers: HH                       | Au (6 dukatów)      | R8                | 2–3                |
| 2f | „Płonące miasto” w dalszej panoramie (ze słońcem nad miastem)                         |               |                                 | Ag                  | R5                | 26–120             |
| 3a | „Płonące miasto” w bliższej panoramie z aniołkami podtrzymującymi wieniec nad miastem | 45            | rewers: herb Torunia bez anioła | Ag                  | R8                | 2–3                |
| 3b | „Płonące miasto” w bliższej panoramie z aniołkami podtrzymującymi wieniec nad miastem | 45            | rewers: herb Torunia bez anioła | Ag (talar podwójny) | R*                | 1                  |
| 4  | „Płonące miasto” w bliższej panoramie z aniołkami podtrzymującymi wieniec nad miastem | 46            | rewers: herb Torunia z aniołem  | Ag                  | R8                | 2–3                |
| 5a | „Płonące miasto” w bliższej panoramie                                                 | 45–46         | awers: H-L rewers: H-H          | Ag                  | R6                | 7–25               |
| 5b | „Płonące miasto” w bliższej panoramie                                                 | 45–46         | awers: H-L rewers: H-H          | Au (5 dukatów)      | R8                | 2–3                |
| 6a | „Płonące miasto” w bliższej panoramie                                                 | 45–46         | awers: H-L rewers: HH           | Ag                  | R8                | 2–3                |
| 6b | „Płonące miasto” w bliższej panoramie                                                 | 45–46         | awers: H-L rewers: HH           | Au (5 dukatów)      | R8                | 2–3                |
| 7a | „Płonące miasto” w bliższej panoramie                                                 | 45–46         | awers: H – L rewers: HH         | Ag                  | R8                | 2–3                |
| 7b | „Płonące miasto” w bliższej panoramie                                                 | 45–46         | awers: H – L rewers: HH         | Au (10 dukatów)     | R8                | 2–3                |
| 8  | „Płonące miasto” w bliższej panoramie                                                 | 45–46         | awers: H-L rewers: 1630 HH      | Ag                  | R8                | 2–3                |

Katalogowa masa srebrnych (talarowych) monet to 28,83 grama.

## Ikonografia
Na awersie typu „Brama” oba skrzydła bramy są szeroko otwarte, jednak heraldycznie powinno być uchylone tylko lewe.
Na awersie typu „Płonące miasto z dalszej perspektywy” przedstawiona scena ma wartość dokumentacyjną. Ukazano w niej stan oblężenia, co jednak nie przeszkadza pływającym po Wiśle łódkom. Mimo że miasto jest ostrzeliwane nie widać ani obrońców, ani nacierających Szwedów, a tylko pojedyncze figurki ludzkie na Kępie Bazarowej, będącej wówczas wyspą na środku rzeki.  Całkiem realistycznie przedstawiony most łączy wyspę z brzegiem zabudowanym miejskimi fortyfikacjami. Przy Zamku Dybowskim, na lewym brzegu Wisły, pokazano niemrawe baterie szwedzkie. W obrębie murów miejskich, jako efekt szwedzkiego ostrzału, widać płomienie (mieszczanie w celu obrony spalili teren za murami). Płomienie przedzielają m.in.:
- basztę Koci Ogon,
- Ratusz Staromiejski,
- kościół Wniebowzięcia Najświętszej Marii Panny,
- katedrę św. Janów Chrzciciela i Ewangelisty,
- kościoły św. Wawrzyńca i Mikołaja,
- przykryty charakterystycznym dwunamiotowym dachem kościół św. Jakuba.

Całość jest raczej przestylizowana, ze skłonnościami do upraszczania rzeczywistego wyglądu miasta, widzianego od południowej strony. Nad miastem świeci słońce, co zapowiada boską opiekę i szczęśliwe zakończenie. W całej kompozycji nieco brakuje dynamiki, dym wznosi się wprawdzie gęsto, ale główną rolę odgrywa tutaj wspomniany w legendzie ogień.
Na rewersie w napisie wymienieni są bohaterscy mieszczanie oraz, w przypadku typu „Płonące miasto”, umieszczono w obłokach herb Torunia jako wyraźny symbol Bożej opieki nad miastem.